# St. Joseph (Probstried)

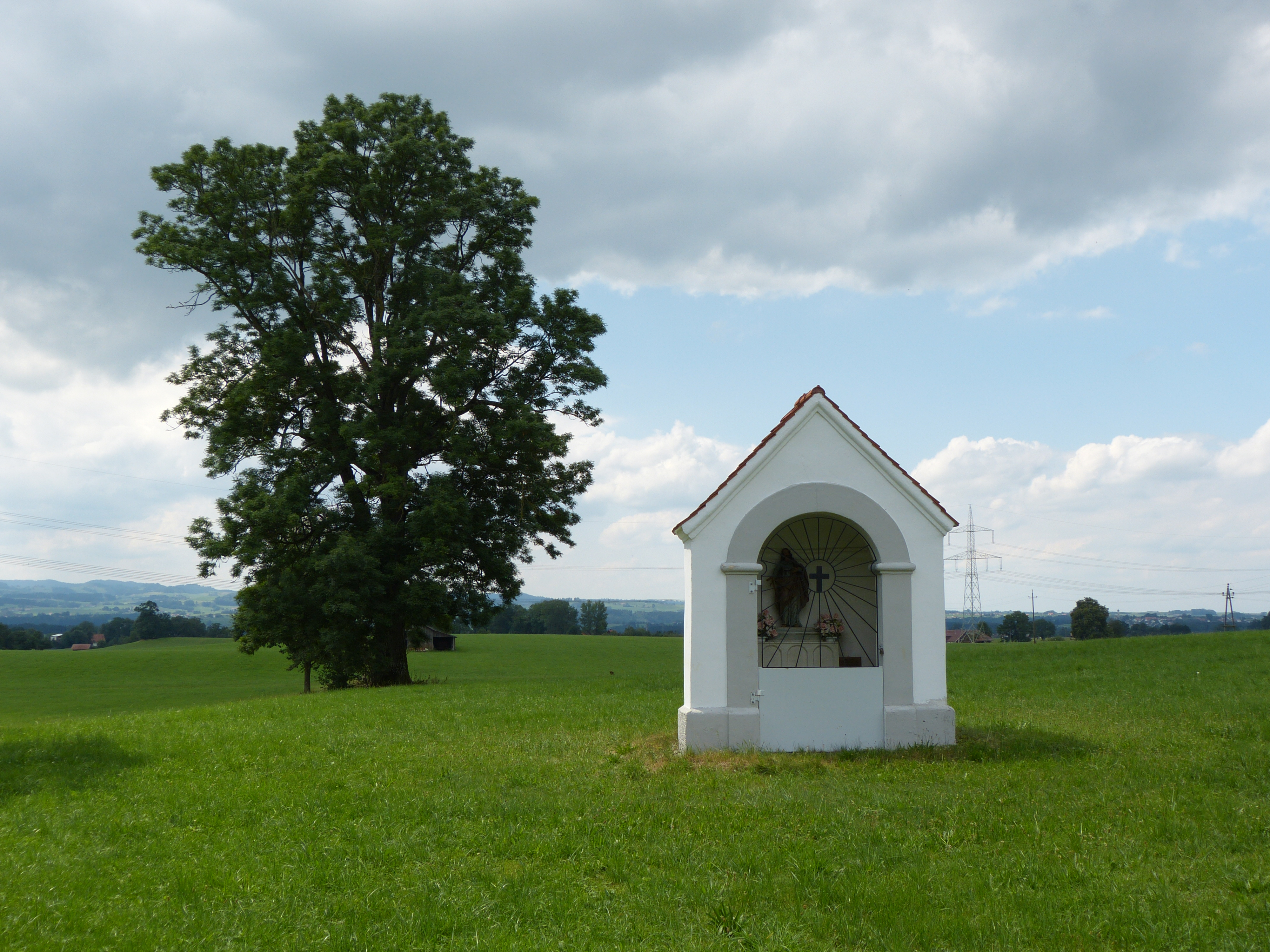
St. Joseph bei Probstried

Die kleine römisch-katholische Feldkapelle St. Joseph befindet sich etwas außerhalb südwestlich von Probstried, einem Ortsteil von Dietmannsried im Landkreis Oberallgäu (Bayern) auf einem freien Feld. Die im Jahr 1823 erwähnte Feldkapelle steht unter Denkmalschutz. Das Gebäude ist ein halbkreisförmiger Giebelbau, dessen Ostseite mit Pilastern eingerahmt ist. Gedeckt ist die Feldkapelle mit einem Satteldach. Im Inneren befindet sich eine Holzfigur des heiligen Josef. Eine Hinweistafel enthält folgende Inschrift:

„Joseph Kapelle
gehörig zu Haus Nr. 21 in Haslach-Probstried, erwähnt und gemalt 1823 von Johann Brecher von Überbach. Renoviert 1956 durch Fridolin Leising Altbauer in Probstried, dessen Ehefrau Michaelina Kaufmann Geburtshaus hier war.“

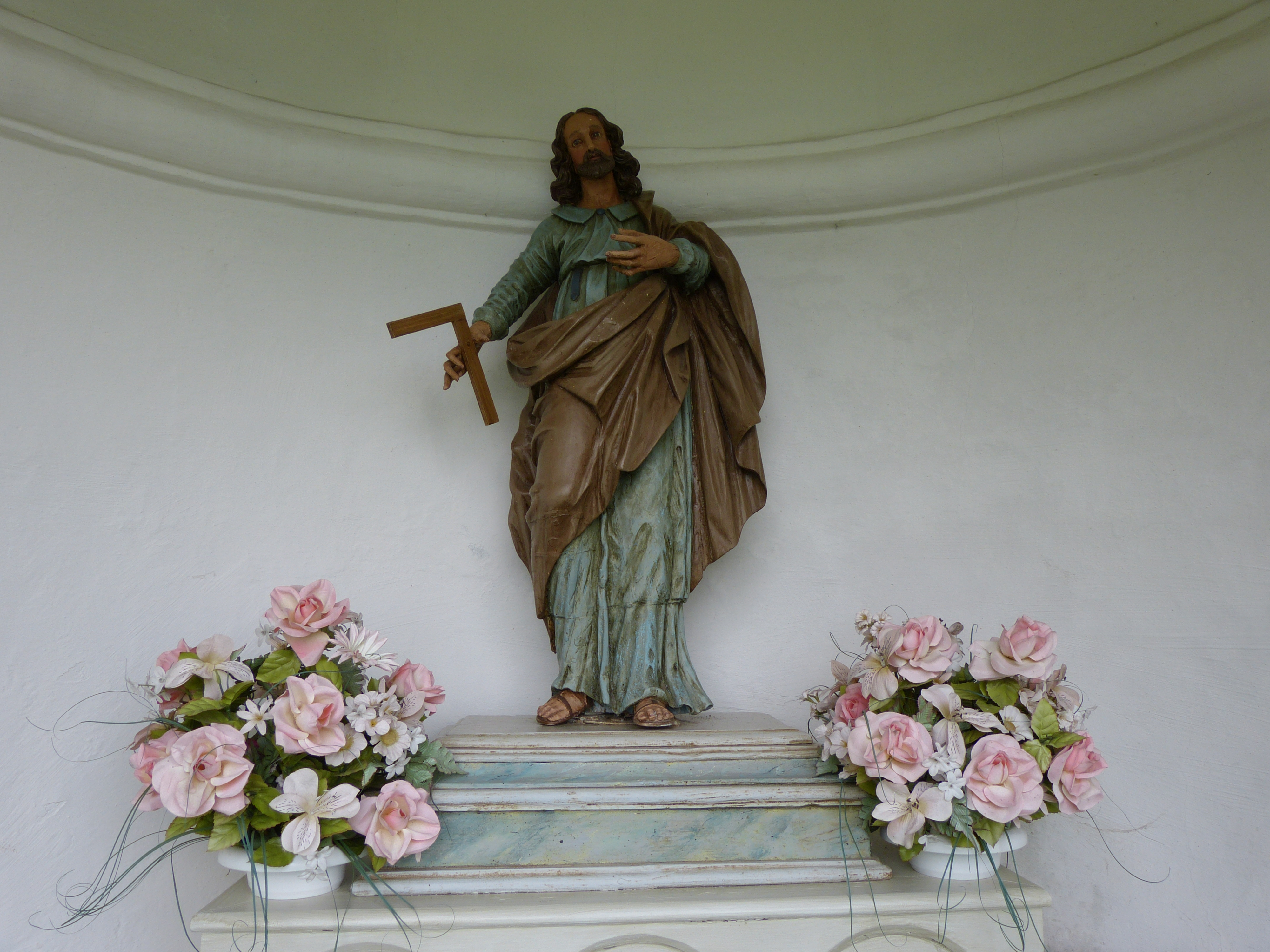
Holzfigur des heiligen Josef
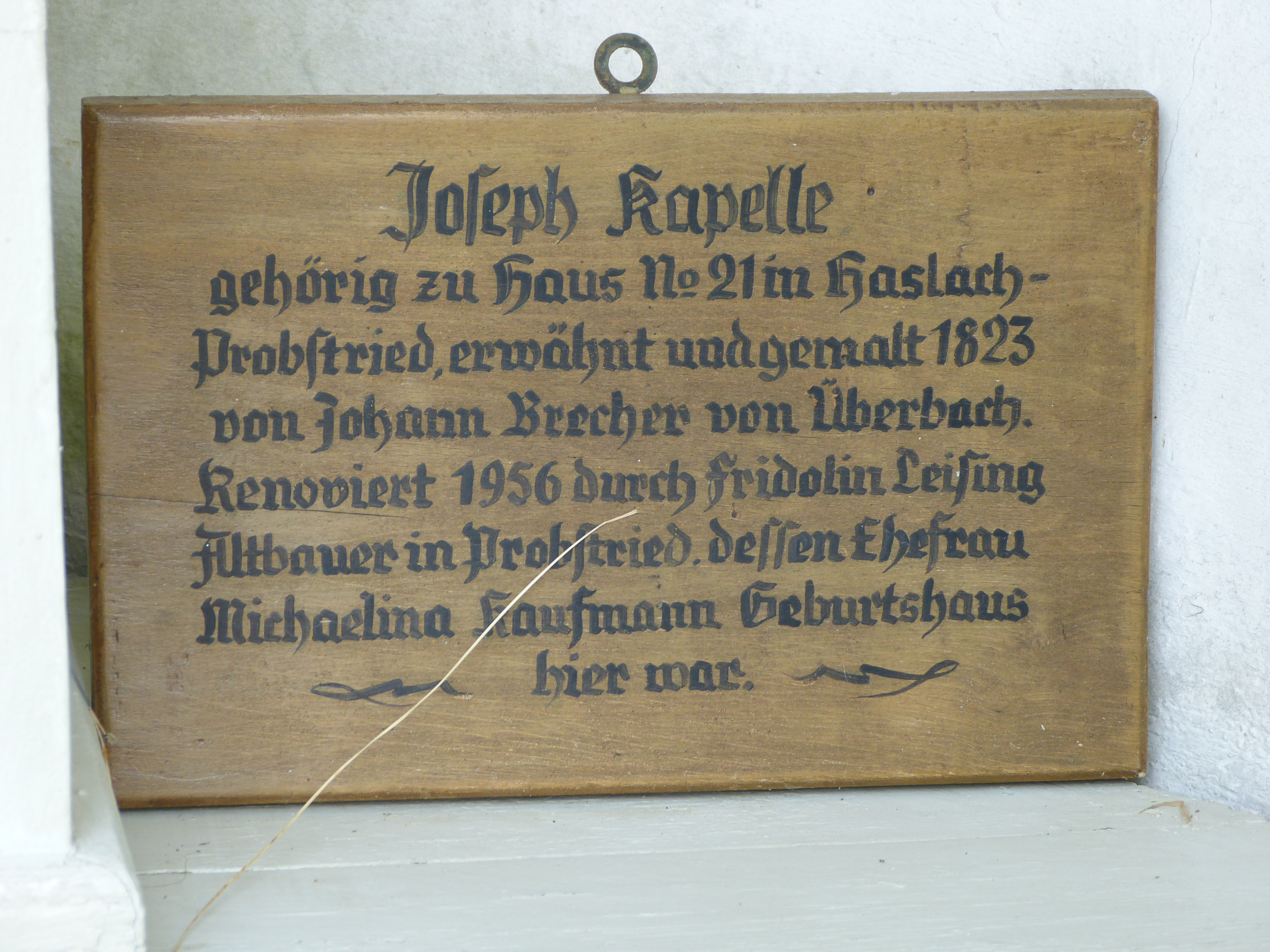
Hinweistafel in der Kapelle